# 内点法

内点法解决方案。蓝线表示约束线，红点表示迭代解决方案

内点法（英語：Interior-point methods），也称为障碍法（英語：barrier methods），是解决线性和非线性凸优化问题的一类算法。
内点法由前苏联数学家伊·伊·迪金（I. I. Dikin）于1967年发现，并于20世纪80年代中期在美国重新发明。1984年纳伦德拉·卡玛卡（Narendra Karmarkar）开发了一种称为卡玛卡算法的线性规划方法，该算法在可证明的多项式时间内运行，并且在实践中也非常高效。它能够解决超出单纯形法能力的线性规划问题。与单纯形法不同，它通过遍历可行区域的内部来达到最佳解。该方法可以推广到基于用于编码凸集的自和谐障碍函数的凸规划。
通过转换为代码形式，任何凸优化问题都可以转化为最小化（或最大化）凸集上的线性函数。安东尼·V·菲亚科、加斯·P·麦考密克等人在20世纪60年代初研究了使用屏障对可行集进行编码并设计屏障方法的想法。这些想法主要是针对一般非线性规划而开发的，但后来由于针对此类问题存在更具竞争力的方法（例如顺序二次规划）而被放弃。
尤里·涅斯捷羅夫和阿爾卡迪·內米羅夫斯基提出了一类特殊的障碍，可用于编码任何凸集。它们保证算法的迭代次数受解的维数和精度的多项式限制。
尚博勒-波克算法于2011年推出，是一种通过最小化非平滑成本函数来有效解决凸优化问题的算法，涉及原对偶方法（primal-dualapproach）。
卡玛卡的突破重振了内点方法和障碍问题的研究，表明可以创建一种以多项式复杂性为特征的线性规划算法，而且与单纯形法具有竞争力。哈奇延（Khachiyan）的椭球法已经是一种多项式时间算法，然而它太慢了因而没有实际意义。